# 吴英恺

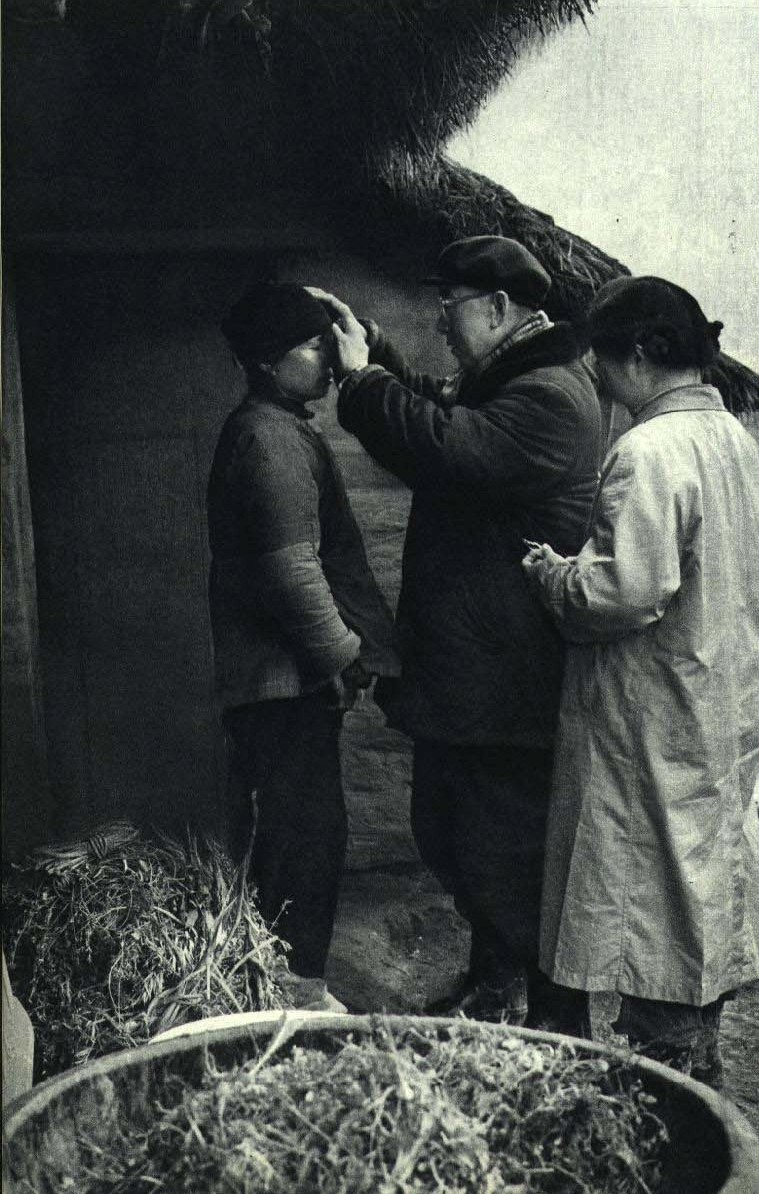
1965年的吴英愷在做防止沙眼工作

吴英恺（1910年5月8日—2003年11月13日），辽宁新民人，满族，医学教育家、心胸外科专家，中国科学院院士。

## 生平
毕业于圣路易斯华盛顿大学医学中心胸外科。1943年回国，担任重庆中央医院外科主任，天津中央医院外科主任。1948年，担任北京协和医学院任外科主任、教授。1955年当选为首批中国科学院学部委员；次年，参与组建解放军胸科专科医院，任外科主任和院长。1958年，转入中国医学科学院阜外医院，任院长兼外科主任及心血管病研究所所长。1980年，任北京心肺血管医疗研究中心主任，安贞医院院长。1988年，获得中国医学科学奖。